# Liptovská Štiavnica
Liptovská Štiavnica é um município da Eslováquia, situado no distrito de Ružomberok, na região de Žilina. Tem 32,37 km² de área e sua população em 2018 foi estimada em 1.269 habitantes.

## Demografia
| Ano:        | 1994 | 2004    | 2014    | 2024    |
| ----------- | ---- | ------- | ------- | ------- |
| Broj ljudi: | 795  | 901     | 1122    | 1439    |
| Razlika:    |      | +13,33% | +24,52% | +28,25% |

| Ano:               | 2023 | 2024   |
| ------------------ | ---- | ------ |
| Número de pessoas: | 1414 | 1439   |
| Diferença:         |      | +1,76% |